# Guðrøðr Skyrja Haraldsson
Guðrøðr Haraldsson, detto Skyrja (in norvegese: Gudrød Skirja Haraldsson; fl. X secolo), fu principe di Norvegia.

## Biografia
Guðrøðr Haraldsson detto "il Giovenco" (Skyrja) fu il primo figlio di re Harald I Bellachioma e Áshildr, figlia di Hringr, jarl di Ringerike.
Attorno al 900, quando re Harald aveva ormai all'incirca cinquant'anni, per cercare di placare le continue liti intestine tra i suoi figli e gli jarl, decise di accontentarli conferendo a tutti loro il titolo di re e divise il regno in vari potentati minori le cui rendite sarebbero spettate per metà a lui e per metà al sovrano locale, inoltre ai figli sarebbe stato concesso di sedere sotto il suo seggio ma sopra quello degli jarl. Guðrøðr non fu mai nominato re ma Harald gli assegnò grandi possedimenti nel Sogn e gli permise di vivere nella sua casa insieme al fratellastro Hrœkr.